# La veglia
La veglia (The Gathering) è un romanzo di Anne Enright del 2007 premiato con il Booker Prize.

## Edizioni
- Anne Enright, La veglia, Bompiani, 2008,  p. 289, ISBN 978-88-452-6172-5.